# 검증주의
검증주의 ( Verificationism )는 실험적으로 증명할 수 있는 진술만이 인지적으로 의미를 갖는다는 철학적 이론이다.  검증주의는 형이상학, 신학, 윤리학, 미학등에서 인지적으로 의미없는 진술을 배제한다.  검증주의는 논리실증주의의 주요 논제이며 1920년대에 일어난 분석철학 운동에서 지식의 자연적 이론 아래 철학과 과학을 통일하기 위해 발전했다.